# Kommunen.dk
 Ikke at forveksle med Kommune.
Kommunen.dk er et uafhængigt medie målrettet kommunale ledere, heriblandt kommunaldirektører, forvaltningschefer og afdelingsledere såvel som borgmestre, byrådspolitikere og udvalgsformænd.
Kommunen blev stiftet af Dagbladet Information i 1958 og har i et halvt århundrede været den kommunale sektors foretrukne specialmedie[kilde mangler]. I oktober 2009 blev avisen relanceret under nye ejere, en ny redaktion og med et nyt prisvindende design.
31. maj 2011 køber dknyt Rasmus Nielsen's halvpart og bliver derved eneejer af Kommunen.
Oktober 2017 skiftede Kommunen navn til kommunen.dk som led i en digital oprustning.